# ワラキア

ワラキア公国
Țara Românească (ルーマニア語)
Цѣра Рȣмѫнѣскъ (ルーマニア語)

1812年

ワラキア（ ルーマニア語: Valahia [vaˈlahi.a]、ハンガリー語: Havasalföld [ˈhɒvɒʃɒlføld]）は、ルーマニア南部の地方名である。ルーマニアの首都ブカレストがある地域で、かつては14世紀に建国されたワラキア公国があった。ここでは、古代に始まり、モルダヴィアと統合してルーマニア王国が成立するまでのワラキアの歴史を主に記す。

## 地理
ワラキアという地名は「ヴラフ人の国」という意味でルーマニア国外では慣用的に使われている外名呼称である。英語ではWallachia, Walachia（[wɑˈleɪkiə]）といい、ルーマニア語にも同根語のヴァラヒア（Valahia）という呼び名があるが、ルーマニア国内では「ルーマニア人の国」を意味するツァラ・ロムネヤスカ（Ţara Românească [ˈt͡sara romɨˈne̯askə]）のほうがより一般的である。
ワラキアはドナウ川の北、南カルパチア山脈の南に位置する。オルト川で東西を分け、東部をムンテニア、西部をオルテニアと呼ぶ。モルダヴィアとの境は、伝統的にミルコヴ川（Milcov River）となってきた。ドナウ川河口の南北を領するのはドブルジャである。
首都とされた都市は時代と共に移り変わり、クムプルング（Câmpulung）からクルテア・デ・アルジェシュ、トゥルゴヴィシュテ、そして16世紀後半からブカレストが首都となった。

## 歴史

### 古代

ローマ時代の属州ダキア。紫色部分

第二次ダキア戦争（紀元105年頃）の際、オルテニア西部がダキア属州の一部となり、ワラキアの一部がモエシア属州（モエシア・インフェリオル、下モエシア）に併合された。ローマのリメスがオルト川沿いに建設された（119年）。2世紀中に国境線は東へわずかに伸び、ドナウ川からカルパチア山脈にあるルカル（Rucăr）へ拡張した。国境線は245年にオルト川まで退却し、271年にローマ人らはこの地域から撤退した（短期間のローマ支配で、ローマ文化とキリスト教が伝播した）。
ムレシュ＝チェルナエホフ文化（Chernyakhov culture）をもたらしたゴート族やサルマタイ人や、さらに別の遊牧民族が、現在のルーマニアの大半を侵略した民族移動時代にも、ローマ文化の浸透は進んだ。328年、ローマ人がスキダヴァ（現在のゴルジュ県チェレイ）とオエスクス（現在のブルガリア・プレヴェン州ウルピア・エスクス）の間に橋を架けた。これはドナウ川北方の民族との大規模な交易があったことを示唆するものである。332年、コンスタンティヌス1世が、ドナウ川北岸に定住していたゴート族を攻撃し、その後コンスタンティヌス1世の下で短期間ワラキアが支配されていたことが立証されている。ゴート族はドナウ川北岸、のちに南岸に定住した。ゴート族支配は、フン族がパンノニア平原へ到着し、アッティラの統率下、ドナウ両岸にあった約170箇所のゴート族の定住地が攻撃され破壊されて終焉を迎えた。

### 中世
5世紀から6世紀にかけて東ローマ帝国の影響があったことは、イポテシュティ・クンデシュティ（Ipoteşti-Cândeşti）の遺跡などにより明らかである。しかし6世紀半ばから7世紀にかけてスラヴ人がワラキアへ移動し始め、定住した。スラヴ人は東ローマへの経路にあたるドナウ南岸を占領した。593年、東ローマの将軍プリスクス（Priscus）はスラヴ人、アヴァール人、ゲピド人を打ち負かした。602年、スラヴ人は手ひどい敗退を喫した。マウリキウス帝は帝国軍にドナウ北岸へ展開するよう命じたが、軍の強固な反対に直面した。
ワラキアは、第一次ブルガリア帝国が681年に成立した際に支配され、10世紀後半にマジャル人がトランシルヴァニアを征服するまで続いた。ブルガリア帝国が（10世紀後半から1018年にかけ）衰え東ローマ帝国へ従属するようになると、10世紀から11世紀にかけ勢力を拡大してきたトルコ系のペチェネグ族がワラキアを支配下においた。1091年頃に南ロシアのクマン人がペチェネグ族を敗退させ、モルダヴィアとワラキアの領土を手中に入れた。10世紀初頭以降の東ローマ、ブルガリア、ハンガリーの文献、遅れて西欧の文献により、ルーマニア人（ヴラフ）の小勢力が、最初はトランシルヴァニアで、12世紀・13世紀にはトランシルヴァニア東部やカルパチア山脈南部で、クニャズ（Knyaz、公）やヴォイヴォド（Voivode、総督または知事）に率いられて乱立していたことが記録されている。
1241年、モンゴルのヨーロッパ侵攻でクマン人支配は終焉を迎えた。ワラキアはモンゴルの直接支配を受けたと思われるが立証されていない。その後、ワラキアの一部はしばらくの間ハンガリー王国とブルガリア人の間の係争地となったようである。しかし、モンゴル侵攻を受けたハンガリー王国の極度の弱体化が手伝い、ワラキアでは新たに強固な諸勢力が確立されることになった。これら諸勢力は数十年間存続したことが実証されている。

### 公国の誕生

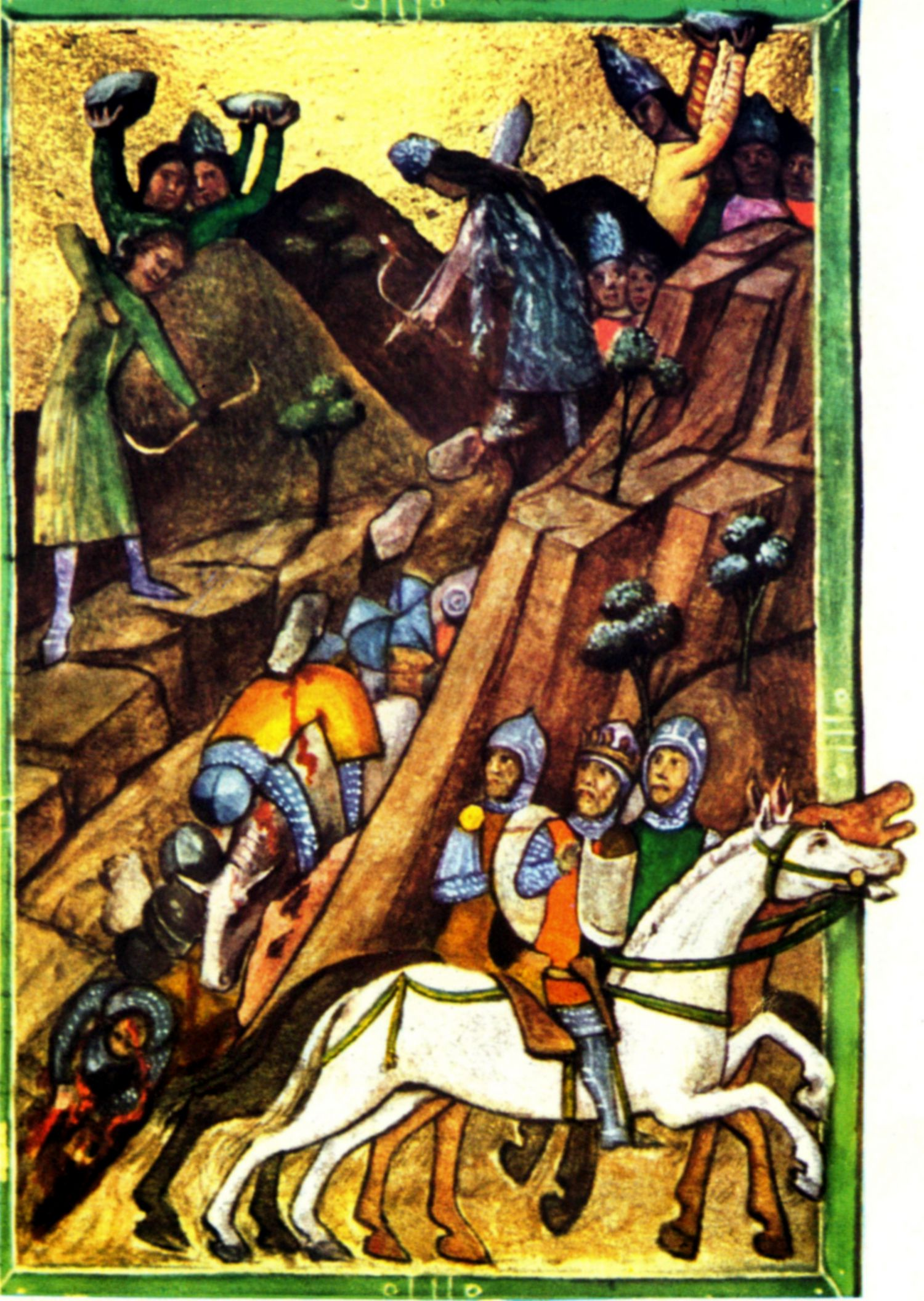
ポサダの戦い。14世紀ハンガリーの年代記クロニコン・ピクトゥムより

ワラキアのヴォイヴォドについて初めて記された文献には、カルパチア山脈の両側の土地（トランシルヴァニアのハツェグ国を含む）を支配していたワラキア公リトヴォイ（Litovoi）に関連する記述が登場する（1272年）。リトヴォイはハンガリー王ラースロー4世へ朝貢することを拒んだとされる。リトヴォイの後を継いだのは弟のバルバト（Bărbat、在位1285年-1288年）であった。さらなるモンゴル侵攻（1285年-1319年）でハンガリー国家の弱体化が続き、アールパード王家が崩壊したことでワラキア諸勢力の統合、そしてハンガリー支配からの脱却の道が開けた。
ワラキアの建国は、伝承によればワラキア公ラドゥ・ネグル（Radu Negru）の業績とされてきた。ラドゥ・ネグルは、歴史学上はオルト川の両岸に支配を確立しハンガリー王カーロイ1世に対し反乱を起こしたバサラブ1世に比定される。アルジェシュ地方のクネズ（首長）であったバサラブ1世は豪族たちをまとめ上げてバサラブ朝初代の公となり、クンプルングに宮廷をかまえた。バサラブ1世はファガラシュ、アムラシュ（Amlaş）、セヴェリンのバナトの領土をハンガリーへ割譲することを拒み、1330年のポサダの戦いでカーロイ1世軍を撃破したことによってワラキア公国の独立が達成された。バサラブは東へ領土を拡張し、のちのベッサラビアとなる、ブジャクのキリアにまで至る領土を支配した。しかし、バサラブ1世の後継者らはキリアの支配を維持することができず、キリアは1334年頃ノガイ人によって奪われた。
バサラブ1世の次にワラキア公となったのはニコラエ・アレクサンドルで、ニコラエの次はヴラディスラフ1世が継承した。ヴラディスラフ1世は、ラヨシュ1世がドナウ川南部を占領するとトランシルヴァニアを攻撃した。1368年には、ラヨシュ1世を大王と認めることを余儀なくされたが、同じ年に再び反乱を起こした。ヴラディスラフ1世の統治時代にはまた、最初のワラキア＝オスマン帝国間の紛争が生じた。対トルコ戦ではブルガリア皇帝イヴァン・シシュマン（Ivan Shishman）と同盟を結んだ。ワラキア公ラドゥ1世とその後継であるダン1世のもとでは、トランシルヴァニアとセヴェリンの領土がハンガリー王国との間で争われ続けていた。
バサラブ1世以降、ワラキアの統一的統治者は「公」（ルーマニア語:DomnまたはDomnitor、英語:Prince）と呼ばれる。それぞれが大土地所有者であるボイェリ（Boyar、ボヤールとも。封建貴族階級）は、自身の領地から賦役と十分の一税を取り立て、私兵を有する封建領主であった。建国より16世紀初頭まで公位はバサラブ朝の世襲であったが、長子相続制は確立されず、公家の男子なら誰にでも即位する資格があった。ボイェリ達は自分たちにとって都合のいい候補者を立てて、相争った。そのため、公権は弱体で、公は終身制と決まっているわけではなく、ごく短期で交替したり、同じ人物が2度、3度公位につくこともあった。
公は、役職者及び無官の大ボイェリによって構成される公室評議会に補佐されて統治を行った。役職には、宮廷における最高の役職である太政官（ヴォルニク）、公室宮廷の最重要役職である宮内卿（ロゴファット）、公国収入を処理する大蔵卿（ヴィスティエール）、儀式で公の刀剣を保持する公剣保持職（スパタール）、公室馬寮及び供奉車係の主馬寮（コミス）、公個室の管理に当たる侍従（ポステルニックまたはストラトルニック）、公及び公の客をもてなす内膳頭（ストルニック）、公室用ワインの管理・購入役の司厨職（パハルニックまたはチァシュニック）等が存在した。公は建前上、立法権、行政権、司法権、統帥権の全権を保有するとされていたが、その権力は公室評議会によって著しく制限されているのが実態であった。

### 1400年-1600年

#### ミルチャ1世からラドゥ大公の時代

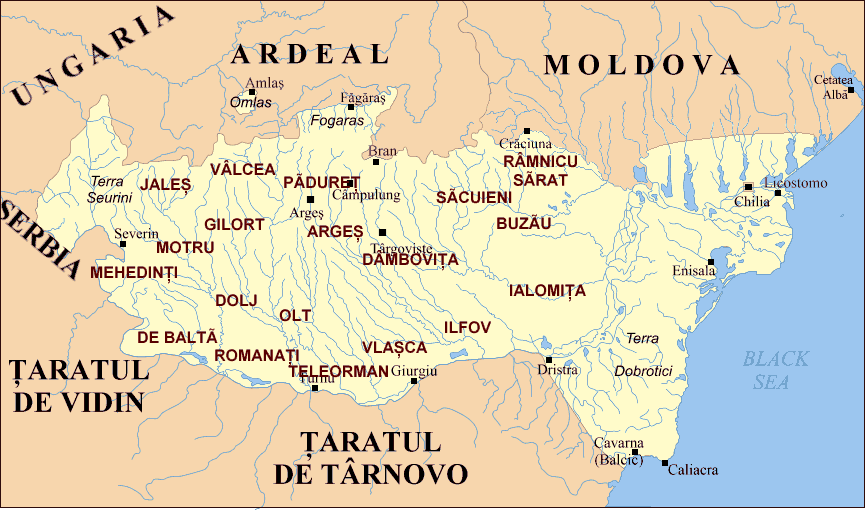
ワラキアの県を表した地図。1390年頃

バルカン半島全体が、勃興したオスマン帝国の枢要部分となることで、ワラキアはトルコとの常習的な対決で時を費やされるようになった。ミルチャ1世（ミルチャ老公、在位1386-1395年、1397-1418年）時代末期にはワラキアはオスマン帝国の属国となった。
ミルチャ1世は初め数度の戦い（1394年のロヴィネの戦いを含む）でトルコを敗退させ、敵をドブルジャから駆逐して短期間ながら自身の支配をドナウ・デルタ、ドブルジャ、シリストラにまで広げた（1400–1404年頃）。彼は、神聖ローマ皇帝ジギスムントと同盟しながら、一方でポーランド・ヤギェウォ朝とも同盟を結んだ（どちらの国ともニコポリスの戦いで同盟した）。1417年、メフメト1世がトゥルヌ・マグレレとジュルジュを支配下においた後、ミルチャ1世はオスマン帝国の宗主権を受け入れた。この2つの港町は短期間の中断があったものの、1829年まで軍直轄地としてトルコの支配下におかれた。1418年から1420年、ミハイル1世がセヴェリンでトルコを負かしたが、ミハイルはトルコの反撃で戦死した。1422年、ダン2世が、ハンガリー軍人ピッポ・スパノの助けを得てムラト2世軍を打ち負かし、対トルコ危機はしばらくの間ワラキアから遠ざかった。

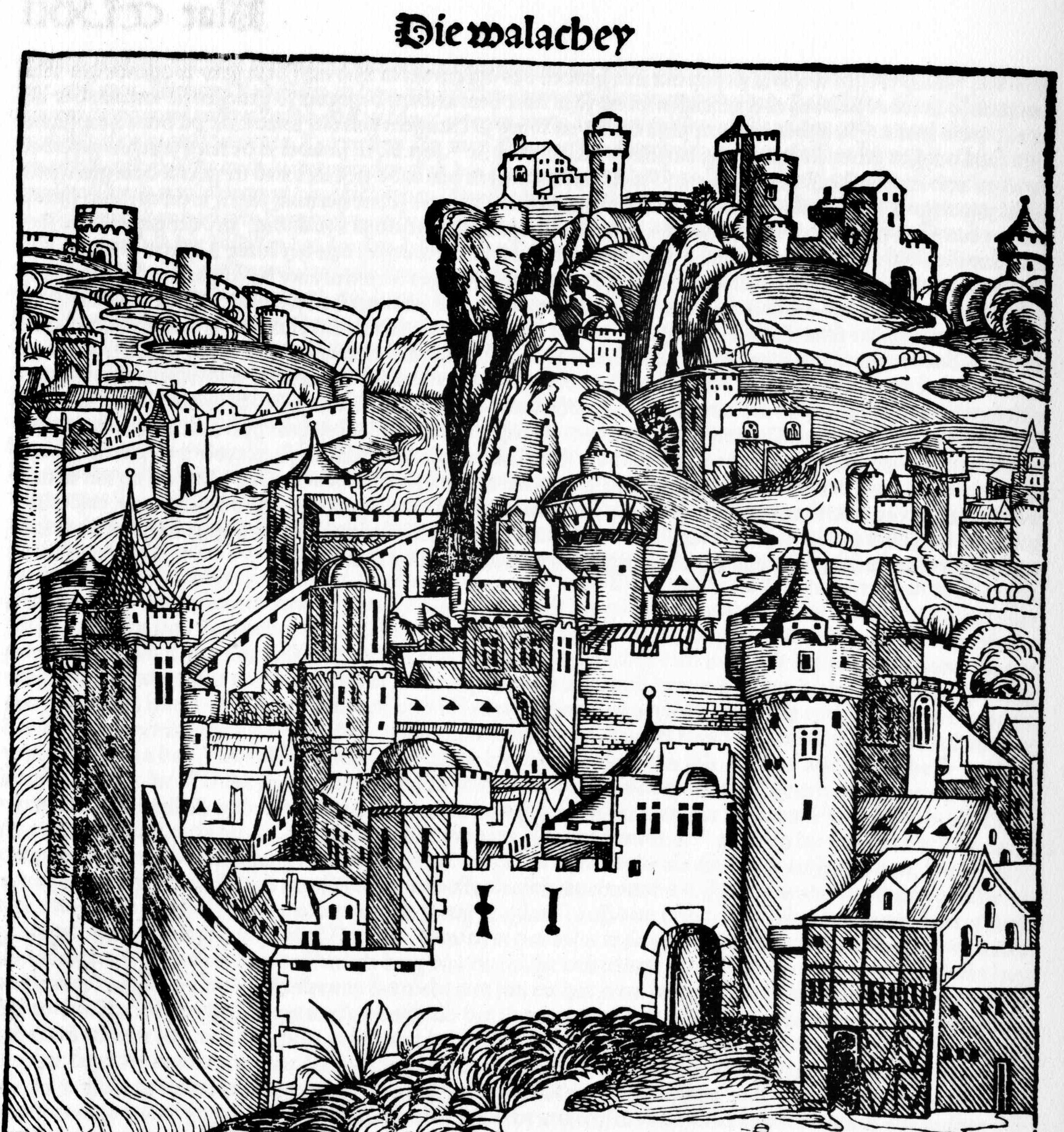
1493年のニュルンベルク年代記に描かれたワラキア

1428年に和平が結ばれるとワラキア国内の危機に入った。ダン2世はラドゥ・プラスナグラヴァ（のちのラドゥ2世）から自身を防衛しなければならなかった。ラドゥは、既定のワラキア公に対抗して、率先してボイェリ連合と手を結んだ（当時、ボイェリらはトルコによる抑圧に応じて公然と親トルコとなっていた） 。1431年にボイェリ側は勝利を収め（ボイェリが後押しをしたアレクサンドル1世アルデアがワラキア公となった）、アルデアはおよそ5年間公位にあったが、ボイェリらはアルデアの異母弟ヴラド2世から継続的に攻撃を受けた。そのヴラド2世にしても、やはりトルコの大宰相府と神聖ローマ帝国の間で妥協を図ろうとした 。しかし1444年のヴァルナの戦いでスルタン・ムラト2世軍にキリスト教国連合軍が大敗した後、ヴラド2世はトルコに従属する他なくなり、ハンガリーの将軍フニャディ・ヤーノシュと敵対するようになる。 
その後の10年間は、同じバサラブ朝ながら、ダン1世に始まるダネシュティ家とダン1世の甥のヴラド2世に始まるドラクレシュティ家との公位争い、ハンガリー王国摂政となったフニャディ・ヤーノシュの影響力増大、ヴラディスラフ2世の中立的支配の後の、ヴラド2世の次男ヴラド3世の興隆が目立った。ヴラド3世時代に、ブカレストはワラキア公の居住地として初めて歴史上に名を現した。ヴラド3世は反抗的なボイェリたちに恐怖政治を敷き、ボイェリとオスマン帝国との全てのつながりを断ち切った。彼は1462年、トゥルゴヴィシュテの夜襲においてメフメト2世軍に打撃を与えたが、トゥルゴヴィシュテへ退却を強いられ、以前よりさらに多くの朝貢を飲まされた 。ヴラド3世時代には、イスラム教徒に改宗した実弟ラドゥ3世美男公やバサラブ3世ライオタとの対立が対トルコ戦と平行して続き、ハンガリー王マーチャーシュ1世軍のワラキア侵攻、モルダヴィア公シュテファン3世（シュテファン大公）のワラキア占領、ラドゥ3世によるワラキア征服とその死までの11年間の支配といった事態を招いた。1495年にワラキア公となったラドゥ4世（ラドゥ大公）はボイェリらといくつかの妥協をし、彼はモルダヴィア公ボグダン3世との衝突があったものの、国内の安定した時代を守った。

#### ミフネア・チェル・ラウ公からペトル・チェルチェル公まで
15世紀後半には、有力なボイェリで、オルテニアのバン（総督）として事実上の独立した支配者であったクラヨヴェシュティ家からの公位就任がみられた。ワラキア公ミフネア・チェル・ラウ（ミフネア悪行公、ヴラド3世の子）と対立していたクラヨヴェシュティ家はオスマン帝国の支援を求め、ミフネアに替えてヴラドゥツ（Vlăduţ）を公位につけた。このヴラドゥツがバンに対して敵意を示すと、バサラブ家はクラヨヴェシュティ家出身のワラキア公ネアゴエ・バサラブの台頭で公式に断絶した。ネアゴエ公の治めた平和な時代（1512年-1521年）は、文化的興隆が特徴的で（クルテア・デ・アルジェシュ聖堂Curtea de Argeș Cathedralの建設、ルネサンスの流入など）、また、ブラショフとシビウにおけるトランシルヴァニア・ザクセン人商人の影響が強くなった。そしてワラキアは、ハンガリー王ラヨシュ2世と同盟関係にあった。ネアゴエの子テオドシエ（Teodosie）がワラキア公となってから、再び4ヶ月間にわたるオスマン帝国の支配をうけ、ワラキアにおけるパシャルク（パシャ領）創設を目論んだとみられる軍政が敷かれた。この危機が、ワラキア公ラドゥ・デ・ラ・アフマツィ（Radu de la Afumaţi）を支援すべく全てのボイェリを結集させた（彼は1522年から1529年にかけ、4度ワラキア公になっている）。ラドゥはクラヨヴェシュティ家とスレイマン1世との合意の後、戦いに敗れた。ラドゥ公は結局スレイマンの地位と宗主権を認証し、以前より多額の朝貢を納めることを承諾した 。

16世紀後半のワラキア（緑色の部分）

オスマン帝国の宗主権はそれから90年間を通じて事実上脅かされることなく続いた。1545年にスレイマンによって位を追われたワラキア公ラドゥ・パイシエは、同年にオスマン施政に対しブライラ港を譲渡した。ラドゥ・パイシエの後継ミルチャ・チョバヌル（en:Mircea Ciobanul、在位1558年-1559年）は財産相続権を与えられることなく公位に就くことを強要され、そのために自治権縮小を呑んだ（徴税増額、および親トルコのハンガリー王位請求者サポヤイ・ヤーノシュを支援するためのトランシルヴァニアへの軍事介入実施）。ボイェリの一族らの間の対立がパトラシュク・チェル・ブン（Pătraşcu cel Bun）公時代以後緊迫し、ボイェリが支配者以上に優勢を誇ることが、ペトル・チェル・トゥナル（Petru cel Tânăr）公（1559–1568年、摂政ドアムナ・キアジナDoamna Chiajnaが執政し、徴税の高騰で知られる）、ミフネア・トゥルチトゥル、ペトル・チェルチェル時代には露骨となった。ボイェリたちは、西欧の貴族のような称号を持っていなくとも、財産にものを言わせて官職を買うことは可能であったし、そのうえイスタンブールのスルタンや大宰相に献金をすれば公という最高位も買えた。また、オスマン帝国の方も、古くからあるボイェリによるワラキア公選挙制を残しつつも、帝国の推す人物が有利になるよう買収を行うことは珍しくなかった。同時代のオスマン帝国領ハンガリーやバルカン諸民族と違い、ワラキア、トランシルヴァニア、モルダヴィアの3公国が帝国に占領されず、パシャ領にもならなかったのは事実である。しかし、帝国は上記の3公国を属国とみなしていたのである。
オスマン帝国は、オスマン帝国軍の物資供給と維持管理のため、ますますワラキアとモルダヴィアの徴税に頼っていった。一方で地元ワラキアの軍は、強いられる負担の増加や、傭兵軍のほうがはるかに効率的であることが明白となったことから、やがて消滅してしまった。

### 17世紀

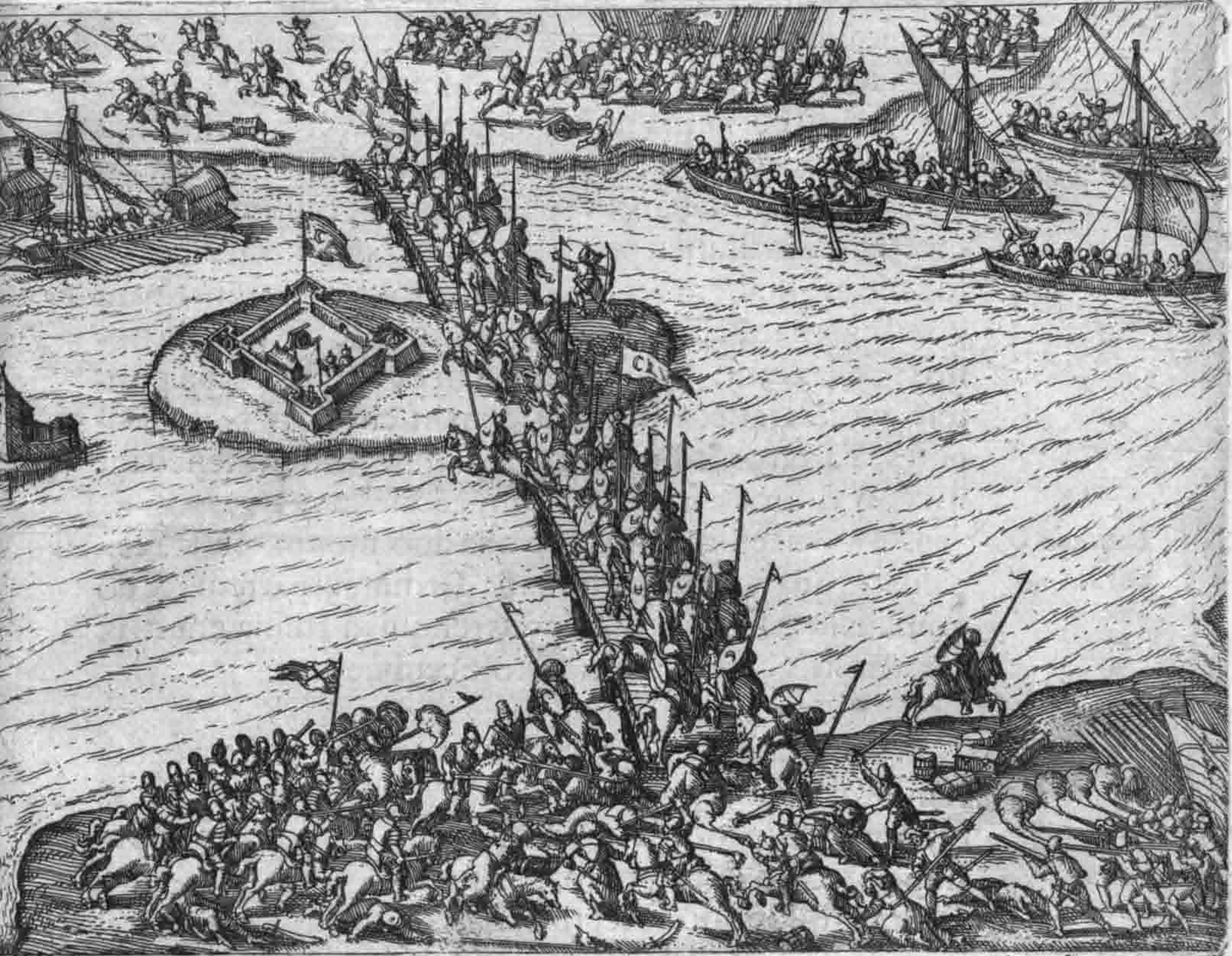
1595年、ジュルジュでのミハイ勇敢公とトルコの戦闘

当初はオスマン帝国の支援を利用して、1593年にミハイ勇敢公（en:Michael the Brave）がワラキア公位についた。ミハイはトランシルヴァニア公バートリ・ジグモンドとモルダヴィア公アロン・ヴォダ（Aron Vodă）と同盟を結んだ上、ドナウの南北岸でムラト3世軍を攻撃した（カルガレニの戦い）。ミハイはやがて神聖ローマ皇帝ルドルフ2世の臣下に入り、1599年から1600年にはポーランド・リトアニア共和国時代のポーランド王ジグムント3世に対抗してトランシルヴァニアに干渉し、トランシルヴァニアをミハイの支配下に置いた。ミハイの支配は短かったものの、翌年にはモルダヴィアへ拡大した 。短期間ながらミハイはルーマニア人の住む全地域を統合し、古代ダキア王国の主要部を再興した。ミハイの没落につれて、ワラキアはシミオン・モヴィラ率いるポーランド＝モルダヴィア連合軍に占領された（モルダヴィア・マグナート戦争Moldavian Magnate Wars）。モヴィラによる占領は1602年まで続いたが、同年にはトルコ系のノガイ人による攻撃を受けた。
オスマン帝国の拡大における最終局面では、ワラキアの緊張が増大した。政治支配に続き、オスマン帝国が経済的主導権を握り、首都であったトゥルゴヴィシュテが見捨てられブカレストが選ばれた（ブカレストはオスマン帝国との国境に近く、貿易中心地として急速に成長していた）。ミハイ勇敢公治下では荘園での収入増加策として農奴制が確立され、下級ボイェリらの重要性は薄れた（消滅を恐れた下級ボイェリらは1655年にセイメニの乱を起こした） 。その上、土地所有よりも高位官職に任命される重要度が増したことから、金で官位を買うべくギリシャ人とレバント人にすりより、これら一族の流入をもたらすことになった（ファナリオティスを参照。ギリシャ人らはワラキア人と同じ正教会信徒であり、金融業を営んでいたため富裕であった）。この過程は既に17世紀初頭のラドゥ・ミフネア公時代に地元ボイェリによって不快に思われていた  。ボイェリによって任命されたマテイ・バサラブは、1653年のフィンタの戦い（Battle of Finta。モルダヴィア公ヴァシレ・ルプを打ち負かした）を除けば、ワラキア公として比較的長い平和な時代をもたらした（1632年-1654年）。フィンタの戦いの後にルプが公位を追われ、マテイ公の息のかかったゲオルゲ・シュテファンがヤシでモルダヴィア公位についた。ゲオルゲ・シュテファン公と、マテイの後継であるコンスタンティン・シェルバンの密接な同盟関係は、トランシルヴァニアの支配者ラーコーツィー・ジョルジ2世によって維持された。しかし、オスマン支配から独立するための3公国の計画は、1658年から1659年にかけ襲ったメフメト4世軍に打ち破られた。スルタンのお気に入りであったグリゴレ1世ギカとゲオルゲ・ギカの統治は、そのような反抗を未然に打ち砕くためのものであった。しかし、それが、ボイェリであるバレアヌ家（Băleanu）とカンタクジノ家（ギリシャ人に始まるファナリオティスの家柄）との間の血なまぐさい衝突の引き金となった。この抗争は1680年代までワラキア史上の大事件であった。カンタクジノ家は、同盟を結んでいたバレアヌ家とギカ家に脅かされ、まずアントニエ・ヴォダやゲオルゲ・ドゥカといったカンタクジノ家が選んだワラキア公を後援し、後には同族からワラキア公を出した。それが1678年から10年間ワラキア公であったシェルバン・カンタクジノである。シェルバンはブカレストに公国初の学校を創立し、各種の活字印刷機の導入に同意した。シェルバンはルーマニア・キリル文字で書かれたルーマニア語訳聖書（通称カンタクジノ聖書）の編纂も命じた。この聖書はその後長きに渡ってルーマニア正教会で用いられた。

### 露土戦争とファナリオティス時代

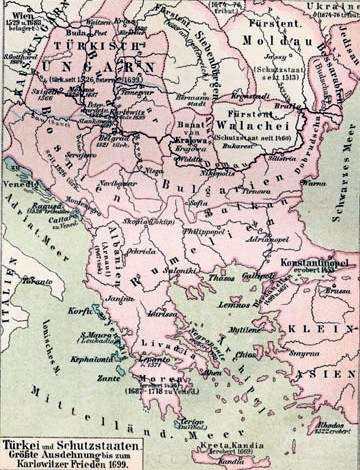
1699年のバルカン半島の地図。オスマン帝国領・及び属国はピンク色の地域

ワラキアは1690年前後の大トルコ戦争の終盤、ハプスブルク帝国（オーストリア）による侵攻の標的となった。当時、ワラキア公コンスタンティン・ブルンコヴェアヌは秘密裡に反オスマン連合を形成するための交渉を行っていたが失敗に終わった。ブルンコヴェアヌの統治時代（1688年-1714年）は、後期ルネサンス文化（ブルンコヴェアヌ様式）が花開いたことで知られる。そして同時にロシア皇帝ピョートル1世（大帝） のもとで帝政ロシアが台頭した。
ブルンコヴェアヌは露土戦争 (1710年-1711年) の最中ピョートル1世の接近を受けた。しかしスルタン・アフメト3世にロシアとの交渉を知られてしまい公位を失い、逮捕されイスタンブールへ連行された。そして3年後の1714年8月、ブルンコヴェアヌは4人の息子達と共に斬首刑に処された。ワラキア公シュテファン・カンタクジノは、ブルンコヴェアヌの政略を非難したにもかかわらず、自身も反オスマン帝国に回りハプスブルク家の計画に加わり、オイゲン・フォン・ザヴォイエン（プリンツ・オイゲン）率いるオーストリア軍に対しワラキアを通過できるようにした。カンタクジノも公位から追われ父・叔父と共にイスタンブールへ連行され、1716年に3人とも処刑された。
シュテファン・カンタクジノの廃位後すぐに、オスマン帝国は、単なる形式と堕していたワラキア公選挙制度を廃止した（既に当時、国民議会の重要性は低下し、スルタンの決定を覆すだけの力を失っていた）。ワラキア、モルダヴィア両公国の君主はイスタンブールのファナリオティスの中から任命されていた。モルダヴィアではディミトリエ・カンテミール公のあと、ニコラエ・マヴロコルダトが公に就任し、ファナリオティス支配はマヴロコルダト公によって1715年にワラキアへも導入された。ボイェリと公の間の緊張関係により、ボイェリの大多数に免税特権が与えられたことで徴税対象者が減り、その結果、公国全体の課税は増額された。マヴロコルダトは貨幣経済の成長を容認し、荘園制の衰退をもたらした。御前会議（Divan、最高会議とも）においてボイェリ集団の力が増大したのも事実である。 
同時に、ワラキアはオスマン帝国対ロシア、またはオスマン対ハプスブルクの戦争の連続で、戦場となっていった。マヴロコルダット自身はボイェリの反乱によって公位を追われ、墺土戦争の最中にハプスブルク軍によって逮捕された。戦争後のパッサロヴィッツ条約でオスマン帝国はオルテニアを神聖ローマ皇帝カール6世へ割譲した。
オルテニアは啓蒙主義支配の影響を受け、すぐに地元ボイェリらが覚醒させられた。オルテニアは1739年のベオグラード条約によってワラキアへ復帰した（1737年から1739年にかけ起こったオーストリア・ロシア・トルコ戦争の結果）。国境線の変更を勝ち取ったワラキア公コンスタンティン・マヴロコルダトは、1746年に農奴制の公式廃止を実施した（これには、重い負担にあえぐ農民が隣国のトランシルヴァニアへ大量移住するのを止める目的があった） 。この時代、オルテニアのバンは住居をクラヨーヴァからブカレストへ移し、またマヴロコルダトの命令で、バンの私的な財源を国庫に統合した。これが中央集権政権へと向かう流れとなった。

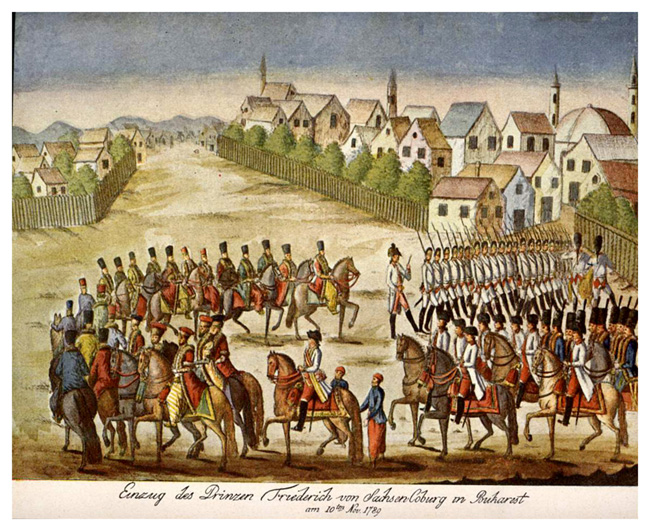
ブカレストに到着したフリードリヒ・ヨジアス・フォン・ザクセン＝コーブルク＝ザールフェルト軍。1789年

露土戦争 (1768年-1774年) 最中の1768年, ワラキアはロシアによる最初の占領下におかれた（ワラキアのボイェリで、ロシア帝国軍の士官であった反トルコの首領、プルヴ・カンタクジノの反乱によってロシアは占領するのに有利であった）。1774年のキュチュク・カイナルジ条約は、オスマン帝国属国内に住む正教会信徒の保護をロシアに委ねたため、オスマン帝国による圧力が弱まり、ロシアの介入を許すことになった。この条約には義務となってきたトルコへの朝貢の減額も含まれていた。同時にトルコは、南ブーフ川とドニエプル川に挟まれた地域をロシアへ割譲したため、初めてロシア領土が黒海沿岸に達した。やがて国内は比較的安定し、ワラキアはさらにロシアの干渉を受けるようになった。
露土戦争 (1787年-1791年) の最中、フリードリヒ・ヨージアス・フォン・ザクセン＝コーブルク＝ザールフェルト率いるハプスブルク軍がワラキアへ入国し、1789年にワラキア公ニコラエ・マヴロゲニを退位させた。この危機に、オスマン帝国の影響が復活した。オルテニアはオスマン・パズヴァントグルの遠征により荒らされた。パズヴァントグルは強力で反逆的なパシャで、パズヴァントグルの反乱の影響により、ワラキア公コンスタンティン・ハンゲルリが反逆罪の容疑をかけられ1799年に処刑されることにもなった。1806年、露土戦争 (1806年-1812年) は、在ブカレストのワラキア公コンスタンティン・イプシランティが御前会議の決定によって退位させられたことが原因の一つとなって引き起こされた。この退位はナポレオン戦争の進展に合わせ、フランス第一帝政によって誘発されたのだった。これにはキュチュク・カイナルジ条約の影響がみてとれる（ワラキア及びモルダヴィアで構成されるドナウ公国（Danubian Principalities）ではロシアの政治的影響力に対して許容的な姿勢がみられた）。この戦争で、ワラキアはミハイル・アンドレイェヴィチ・ミロラドヴィチ将軍率いるロシア軍に占領された。

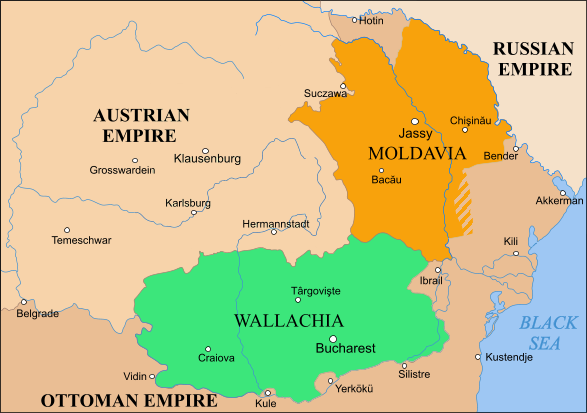
1793年から1812年のワラキア公国。緑色の部分

1812年のブカレスト和平条約後のヨアン・カラドジャ公時代はペスト大流行（en:Caradja's plague）で知られるが、また文化・産業の育成事業において知られている。この時代のワラキアは、ロシア帝国の拡大を警戒するヨーロッパ諸国の多くにとっての戦略上の要地となっていた。ブカレスト和平条約でロシアは正式にベッサラビアを併合し、モルダヴィア公国と近接するようになったためである。領事館がブカレストで開設され、スディツィ商人（オーストリア、ロシア、フランスに保護されたワラキア商人に対する名称）に対し恩恵を与え保護することを通し、間接的ながらワラキア経済への大きな効果を及ぼした。スディツィはやがて地元ギルドに対し競争力で優位に立った。

### ワラキアからルーマニアへ

#### 19世紀初頭
1821年、ワラキア公アレクサンドル・スツの死は、ギリシャ独立戦争の勃発と同時期であった。スツの死によりボイェリによる摂政体制となり、スカルラト・カリマキ（Scarlat Callimachi）がブカレストで公位につくべくやってくるのを妨害しようとした。同時に起きた1821年のワラキア蜂起は、トゥドル・ウラジミレスクが民兵の首領として引き起こした。ウラジミレスクはギリシャ系による支配の転覆を狙っていた。しかしウラジミレスクはフィリキ・エテリアに属するギリシャ人革命家らと妥協し、摂政らと同盟した。その一方で、ロシアの支援を求めた 。
1821年3月21日、ウラジミレスクはブカレストへ入った。その後数週間で、特にウラジミレスクがオスマン軍に対抗する準備をしながらもオスマン帝国と合意を得ようとしたため、ウラジミレスクと同盟者の間の関係は悪化した。フィリキ・エテリアの指導者アレクサンドル・イプシランチはモルダヴィアで蜂起した。その後5月、ワラキア北部で、同盟が崩壊したと見て、イプシランチはウラジミレスクを捕らえ処刑した。このためにイプシランチは、ウラジミレスク側についていたパンドゥル（Pandur、民兵組織）やロシア帝国の後ろ盾なしに、侵攻してきたスルタンの軍と直面することとなった。イプシランチ軍はブカレストとドラガシャニで大敗を喫した（イプシランチはオーストリア帝国へ逃亡し、トランシルヴァニアで監禁されることになる）。これらの反乱でファナリオティスの大多数がイプシランチ率いるフィリキ・エテリアを支持したのを受け、スルタン・マフムト2世は公国を占領し（ヨーロッパ諸国の要請で放棄させられる）、また、ファナリオティス支配の終結を裁定した。ワラキアでは、1715年以降初となるワラキア出身の公グリゴレ4世ギカが即位した。ワラキアの残部を国家領土として新体制が発足したが、ギカによる支配は露土戦争 (1828年-1829年)による破壊で短期間に断ち切られた。

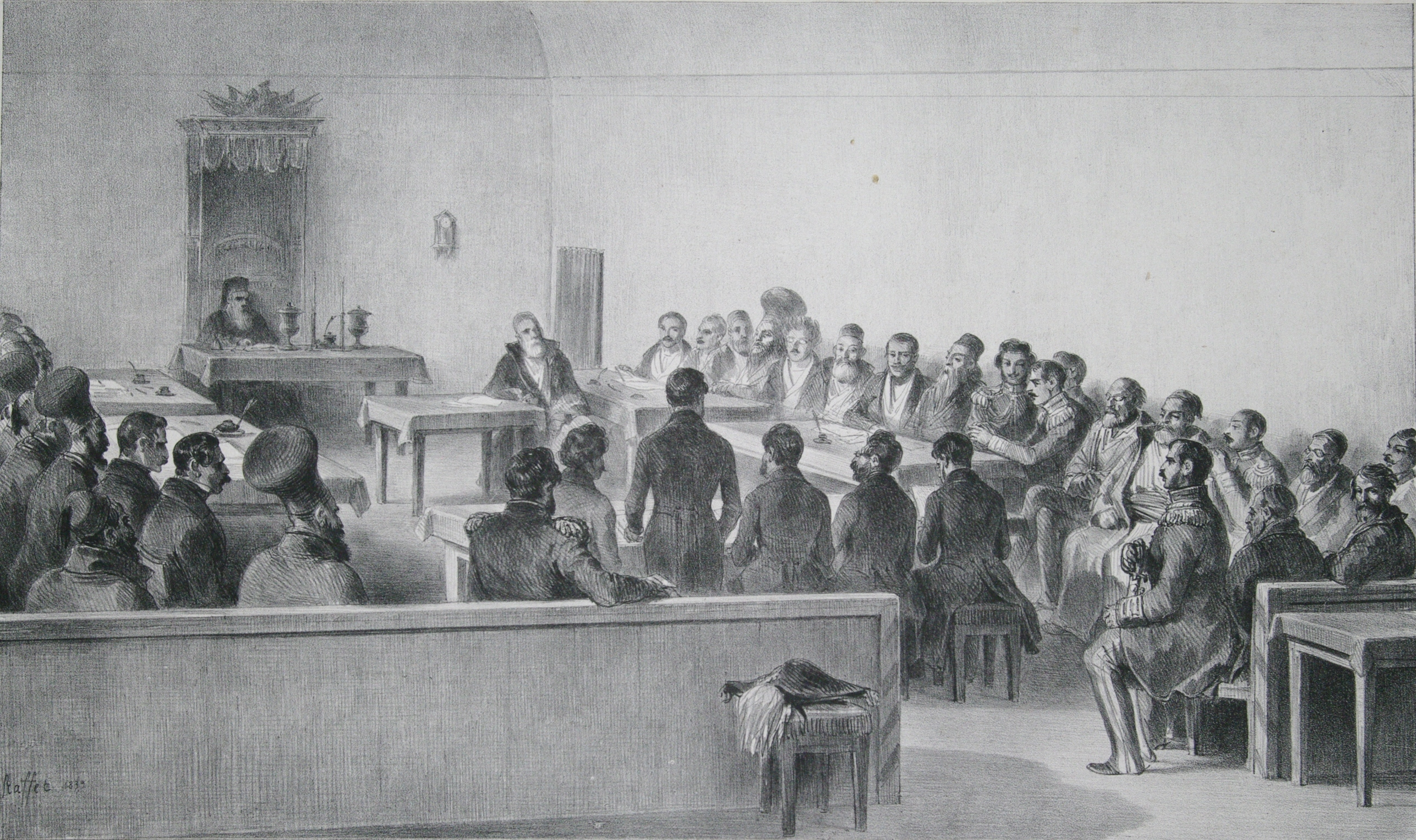
1837年、ワラキアでの立法議会

1829年のアドリアノープル条約で、オスマン帝国の宗主権が打倒されることなく、ワラキアとモルダヴィアはロシア軍政下におかれ、両国には初の合同行政組織と擬似的憲法である「組織規定」（Regulamentul Organic）が与えられた。オスマン帝国は、それまでの軍直轄地ブライラ、ジュルジュ（この2都市はやがてドナウ川沿いの主要通商都市へと発展していく）、トゥルヌ・マグレレをワラキアへ返還した 。条約により、ワラキアとモルダヴィアにはオスマン帝国以外の国との自由貿易が許可され、高い経済成長と都市の発展、農民の生活状況改善につながった。多くの条項が、1826年のロシア＝トルコ間のアッケルマン条約によって規定された（ただし3年間の履行期間中に完全に履行されることはなかった）。両公国の統治権限はロシアの将軍パーヴェル・キセリョフに委ねられた。この時期には、ワラキア軍の再設立（1831年）、税法改正（それでもなお特権階級のための免税措置は維持された）、ブカレストや他都市における大規模な都市基盤整備など、大きな変化が続いた。1834年、ワラキアの公位はアレクサンドル2世ギカが得た。アドリアノープル条約に反し、ギカは新たに設立された立法議会によって選ばれていなかった。ギカは1842年に宗主国（ロシアとオスマン帝国）から地位を追われ、議会が認定した公ゲオルゲ・ビベスクに取って代わられた。

#### 1840年代から1850年代

革命によって揚げられた三色旗の図案この三色はナショナルカラーとして、のちのルーマニアとモルドバへ受け継がれて行くこととなる

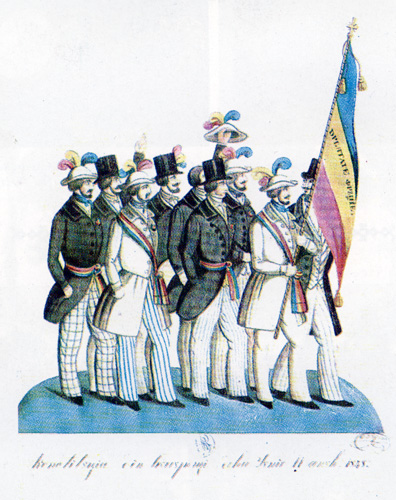
1848年革命の活動家が、初期のルーマニア国旗を掲げる図

アレクサンドル2世ギカの専横と厳しい保守主義支配に対する抵抗や、自由主義の台頭と急進主義の勃興は、イオン・クムピネアヌ（Ion Câmpineanu）による抗議活動の形で初めて表面化した（瞬く間に弾圧された）。そのためにますます政府打倒の陰謀が増え、ニコラエ・バルチェスクやミティカ・フィリペスク（Mitică Filipescu）といった若い士官らによって結成された秘密結社に勢力が結集していった。
1843年に結成された秘密結社フラツィア（Frăţia、ルーマニア語で友愛）は、1848年にはゲオルゲ・ビベスク政権を倒す革命、および組織規定（Regulamentul Organic）の無効化を計画し始めた（ヨーロッパ諸国で起きた1848年革命に触発されていた）。フラツィアらのワラキア全土クーデターは最初、群衆が6月9日（新暦では6月21日）のイスラズ宣言（en:Islaz Proclamation）に喝采をおくったトゥルヌ・マグレレ付近で成功しただけであった。宣言には、外国による保護制廃止、完全独立、農地解放、国民防衛隊の創設が盛り込まれていた。6月11日から12日、運動はビベスク公を退位させることに成功し、臨時政府が設立された。オスマン帝国は、革命の反ロシア的な目的に共感を感じていたものの、ロシアの圧力で革命運動を押さえつけた。トルコ軍は9月13日、ブカレストへ入った。ロシアとトルコの軍は、1851年まで占領を続けた。退位したビベスク公の次にワラキア公となったのは、ロシア皇帝とスルタンから指名されたバルブ・ディミトリエ・シュティルベイで、革命関係者の多くが国外へ亡命した。
クリミア戦争の間ロシアによるワラキア占領が事実上再開され、戦後にワラキアとモルダヴィアは中立国オーストリア帝国管理（1854年-1856年）におかれ、パリ条約に基づいて新たな地位を与えられた。条約には、オスマン帝国による宗主権をヨーロッパ列強（イギリス、フランス第二帝政、サルデーニャ王国、オーストリア帝国、プロイセン王国、ロシア帝国）の保障付きで認めること、列強の会議、カイマカム（en:kaymakam、トルコの地方長官職）主導の内政管理などが盛り込まれていた。ドナウ公国合同を目指す運動（最初1848年に要求され、亡命した革命家の帰還によって強固になった）が持ち上がり、フランス帝国とサルデーニャ、ロシア、プロイセンが援護した。しかし、他のすべての保護国は拒絶するか不審視した。 

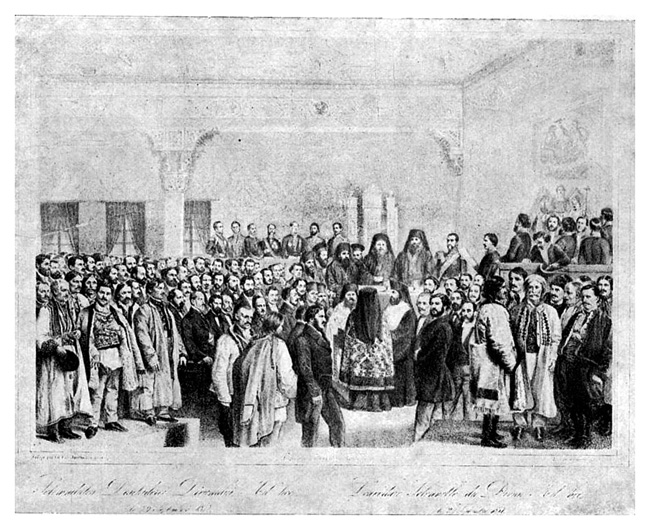
1857年のワラキアでのディヴァン

激しい運動の後、正式なモルドヴィア＝ワラキア合同公国が最終的に承認された。協定によってそれぞれの公国は、現地出身の公と議会と選挙制議会を持つものの、両公国共通の司法裁判所を持つことになった。ボイェリの特権はこの時に廃止された。それにもかかわらず、1859年の暫定議会（Ad hoc Divans）選挙は法解釈の余地を突くことができるものであった（最終合意の原文には両公国それぞれの公位を明文化していたが、同時に一人の人物が、ブカレストのワラキア議会と、ヤシのモルダヴィア議会での選挙に立候補し当選することを妨げなかった）。自由主義政党パルティダ・ナツィオナラ（Partida Naţională）の合同主義者として立候補した軍人アレクサンドル・ヨアン・クザが、1月5日にモルダヴィアでモルダヴィア公に選出された。同様の投票結果が得られると合同主義者らが予想したワラキアでは、最高会議において多くの反合同主義者が返り咲きを果たし多数派となった。 
このような状況で、ブカレストに集まった群衆が抗議行動を起こすと、議員らの支持傾向に変化が生じた。2月5日（旧暦では1月24日）、クザがワラキア公に選出された。これに伴いクザはモルドヴィア＝ワラキア合同公国の公（Domnitor）として承認された（ルーマニア公国の成立、1861年以後はルーマニア公となる）。これで事実上の合同を果たしたのだが、合同公国が国際的に承認されたのはクザ一代の在位期間のみで、後任の公の在位期間における効力はなかった。クザは7年に及ぶ在位の間、寄進修道院所領の世俗化、農地改革、メートル法採用、刑法典と民法典整備（ナポレオン法典を模範とする）、教育制度整備を行った。これらの改革活動によってクザは保守・自由両派と対立を繰り返すようになった。クザが支持を失い1866年2月に退位させられた後、合同を維持することを第一に考えた臨時政府は、ホーエンツォレルン＝ジグマリンゲン家のカール公子（カロル1世）を新たな公に選んだ。同年7月1日に憲法が制定され（1866年7月1日憲法）、正式に国名がルーマニアとなった。カロルの即位以後、両公国の合同は解消できないことになった（普墺戦争と同時期であった。この時オーストリアは決定に反対の立場をとったが、干渉する立場になかった）。
サン・ステファノ条約、ベルリン会議を経て、ルーマニア王国が独立国家として正式に列強から承認されるのは、1881年のことである。

### ワラキア生まれのルーマニア人
- イオン・クルチェル、師団将軍（1853年 - 1928年）

## 社会制度

### 奴隷制度
ワラキアの社会制度で特筆すべきは、奴隷制度が長らく存在したことである。奴隷対象はロマ人であった。これはイスラム勢力の支配時期は廃止されていたが、その後も存在して、19世紀のルーマニア公国に至る自由主義者により奴隷制度は廃止になったが、21世紀になってもロマ人問題はルーマニアで尾を引いている。